# Aurelijan
Aurelijan (lat. Lucius Domitius Aurelianus [lu:'ki·us domi'ti·us aureli·a:'~]), rimski car (Mezija, 9. IX. 214 – Cenofurij, Tracija, 275).
Nakon smrti cara Klaudija II. (270.) legije su u Sirmiju proglasile Aurelijana carem. Pobijedivši Gote, prepustio im je Daciju, koja je od 107. bila rimska provincija. Uspješno ratovao protiv Vandala, koji su upali u Panoniju, i protiv germanskih Jutunga i Alemana, koji su ugrozili Italiju (271.). Da bi zaštitio Rim od napada tzv. barbara, započeo izgradnju čvrstih zidova oko grada (Aurelijanove zidine); ti zidovi, djelomično i danas sačuvani, učvršćeni kulama, bili su u završnoj fazi izgradnje dugački 19 km. Nove vojne uspjehe postigao je na Istoku, gdje je 273. srušio palmirsku državu, i na Zapadu pobijedivši 274. Tetrika, koji se u Galiji proglasio carem. Tim uspješnim ratovima učvrstio je Carstvo pa su ga prozvali obnoviteljem Carstva (restitutor Orbis). Aurelijana su ubili iduće godine vlastiti časnici tijekom priprema za rat protiv Perzijanaca.
Aurelijan je u vojsci uspostavio čvrstu stegu (disciplinae militaris corrector), a Senatu oduzeo svaki utjecaj na državnu upravu. Osim gospodarskim i upravnim reformama, jedinstvo Carstva nastojao je učvrstiti i uvođenjem kulta nepobjedivoga boga Sunca (Sol invictus), a sebe je dao nazivati gospodinom i bogom (dominus et deus), što je općenito pomoglo afirmaciji monoteizma. To je značilo da nestaje principat što ga je inaugurirao August, a uvodi se novi oblik vladavine, dominat, tj. apsolutna monarhija po uzoru na orijentalne monarhije. Prvi je od rimskih careva počeo nositi istočnjačke vladarske insignije (dijadem).

### Ostali projekti
|  | Zajednički poslužitelj ima još gradiva o temi Aurelijan |